# 1908 في اليابان
فيما يلي قوائم الأحداث التي وقعت خلال عام 1908 في اليابان.

## سياسة

### انتهاء فترة المنصب
- 14 يوليو – كينموتشي سايونجي رئيس وزراء اليابان.

## مواليد

### يناير
- 5 يناير – جيرو ساتو لاعب كرة مضرب ياباني.

### أبريل
- 11 أبريل – ماسارو إيبوكا

### سبتمبر
- 24 سبتمبر – سايزو سايتو لاعب كرة قدم ياباني.

### أكتوبر
- 8 أكتوبر – يوشيو نومورا

### نوفمبر
- 6 نوفمبر – تيزو تاكيوتشي لاعبو كرة قدم يابانيون.
- 27 نوفمبر – تاميأو إيدي لاعب كرة قدم ياباني.

### ديسمبر
- 21 ديسمبر – يوشيو موري رسام ياباني.

## وفيات

### يناير
- 13 يناير – هاشيموتو قاهو (مواليد 1835) فنان ياباني.